# Хормизд II (кушаншах)

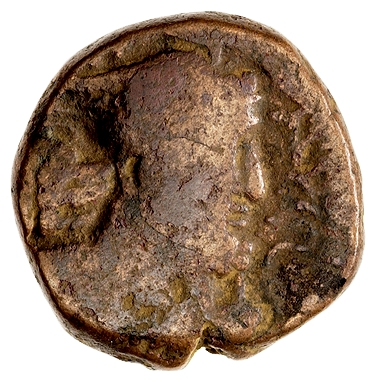
Монета Хормизда II

Хормизд II (д/н — 303) — 4-й кушаншах в 300-303 годах. Его имя является среднеперсидским аналогом Ахурамазды.

## Жизнеописание
Происходил из династии Сасанидов. О родителях подлинные сведения отсутствуют. Впрочем, ряд исследователей считают его сыном шахиншаха Нарсе, а самого кушаншаха Хормизда II отождествляют с будущим шахиншахом Ормиздом II, или Орзмиздом, сыном шахиншаха Бахрама II и саканшахом Сакастана. Последний вариант является по последним исследованиям более вероятным. Этот Ормизд стал саканшахом после подавления мятежа кушаншаха Хормизда I. В 295 году при господстве шахиншаха Нарсе всё ещё значится саканшахом.
Причиной этому является крайне ограниченная информация о деятельности этого кушаншаха. Найдены его отдельные монеты, подражающие кушанскому и сасанидскому чеканкам.
Занял трон в 300 году после кушаншаха Хормизда I и господствовал 3 года. Ему наследовал родственник Пероз II.

## Семья
Известны трое сынове:
- Шапур - царь «Сакастана, Турестана и Индии до побережья моря»
- Хормизд, был посажен в тюрьму Шапуром II] бежал в Римскую империю.
- Шапур, ставший шахом государства Сасанидов.